# Спицімір Лелівіта
Спицімір Лелівіта, Спицімір із Мельштина, Спицімір із Тарнова, Спитко з Мельштина гербу Леліва, також відомий як
Spicimir na Melsztynie de Lelewel et Fridemund — польський магнат, урядник та державний діяч, один із найвпливовіших людей Королівства Польського свого часу.

## Життєпис
Ян Длугош писав, що Спицімір походив з Рейнської області. Проте існує думка і про те, що він походив з Горішніх Лужиць. У «Географічному словнику Королівства Польського» у статті про Мельштин теж вказано, що існують дві версії походження Спиціміра: німецька і слов'янська.
З 1312 року — краківський ловчий, з 1317 — сандецький каштелян, з 1319 — віслицький каштелян.
За часів короля Владислава Локетка був поважним дипломатів, а потім став один з вихователів його сина — Казимира Великого.
Згідно з Яном Длугошем Спицімір Лелівіта помер 1354 року, але можна зустріти і дату 1352 р.
Спицімір почав розбудовувати місто Тарнув (отримав привілей на заснування міста), побудував замок у Мельштині, володів землями у Бохні та Бжеску.

### Сім'я
Спочатку був одружений з невідомою донькою Пакослава з Мстичова, краківського судді. Наступна дружина — Станіслава з Богорів, сестра ґнєзненського архієпископа РКЦ Ярослава Боґорії. Ярослав і Станіслава були дітьми шляхтича Петра Богорії. Цілком можливо, що високий статус родичів сприяв політичній кар'єрі Спиціміра, адже ґнєзненський єпископ займав провідне становище в церковній і політичній ієрархії Польщі. Діти:
- Ян з Мельштина — дав початок роду Мельштинських. Його внучка стала третьою дружиною короля Владислава II Ягайла. Одного з найвпливовіших до середини XV ст.
- Рафал з Тарнова — дав початок роду Тарновських, одного з найвпливовіших у Польському королівстві майже до кінця XVI ст. Його внук заснував ще один рід — рід Ярославських.
- Нєустонп з Тарнова
- Пакослав з Тарнова
- Войцех з Тарнова